# Krane (Adelsgeschlecht)

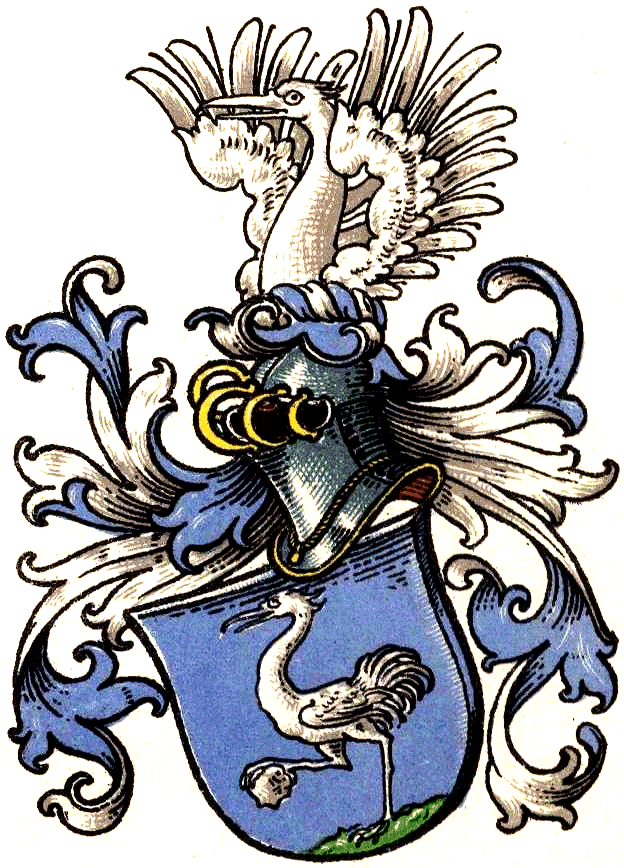
Wappen derer von Krane

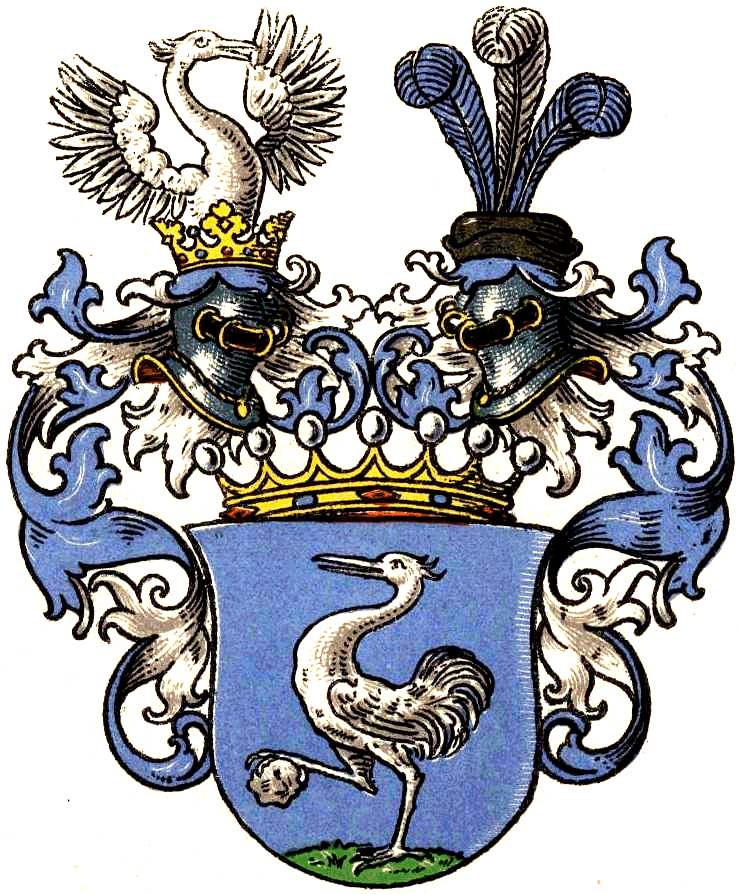
Wappen der Freiherren von Krane

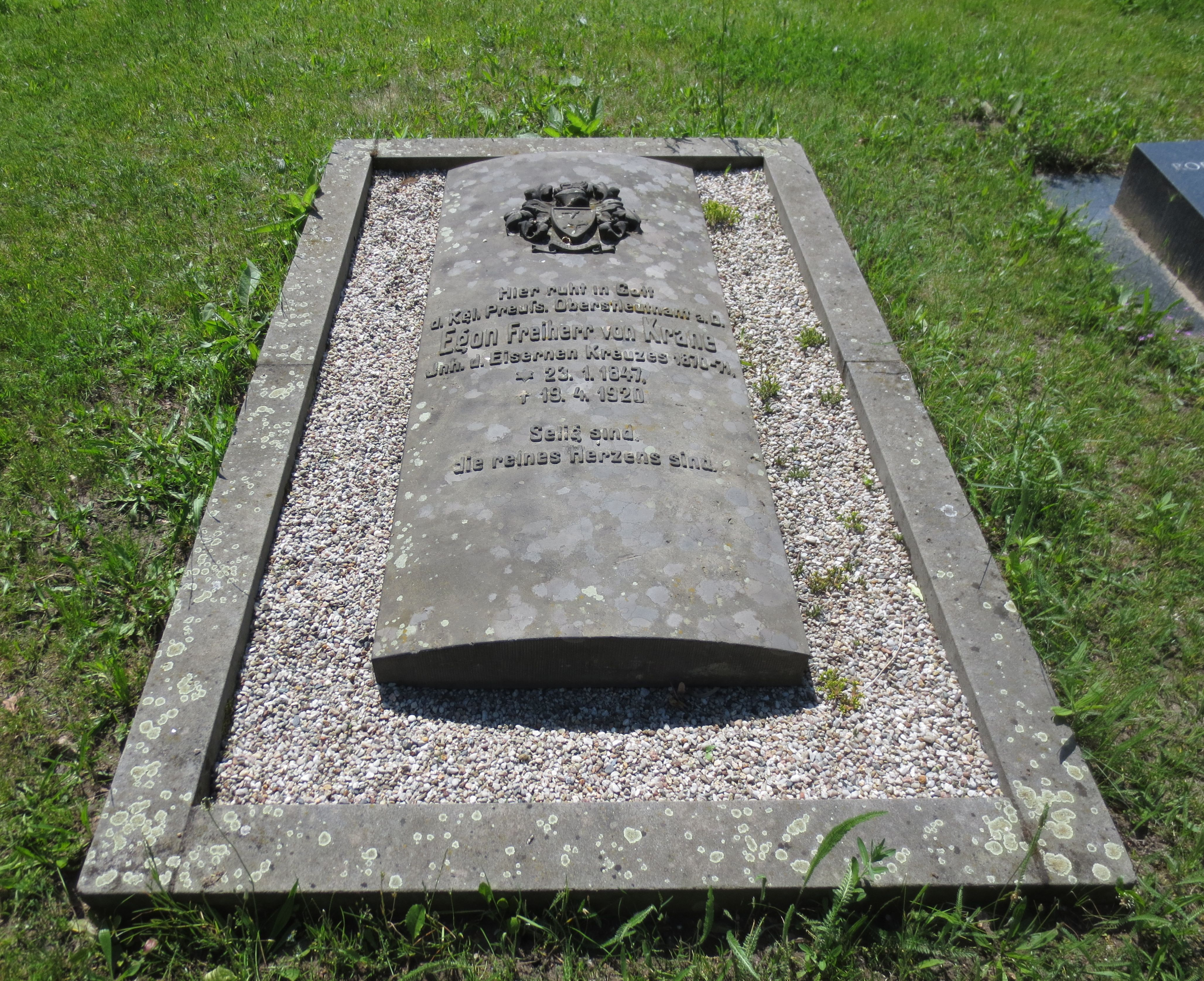
Grabstein Egon von Krane auf dem Berliner Invalidenfriedhof

Krane (auch Krahn, Cran, Crone) ist der Name eines alten westfälischen Adelsgeschlechts.

## Geschichte
Das Geschlecht erscheint urkundlich erstmals 1429 mit dem Ratsherren und Bürgermeister zu Unna Heinrich Krane als Kurfürstlich kölnischem Lehnsmann zu Niedermassen und Gräflich märkischem Rentmeister zu Unna. Mit diesem Heinrich, der zuvor Fürstäbtlich essenscher Schulte zu Brockhausen bei Soest war, beginnt die Stammreihe der Familie.
Sie hatte 1447 Besitz auch in Unna, 1496 in Landhausen bei Iserlohn und in Rödinghausen bei Altena. Im Jahr 1504 wurde der Besitz in Aldenhoff und 1681 auf der Burg Matena bei Welver genannt. Im Laufe des 17. Jahrhunderts brachte die Familie weiteren Besitz an sich. Sie war zeitweise auch in der Mark Brandenburg begütert.
Der preußische Major Franz von Krane (1810–1896) bekam am 6. März 1878 aus Berlin für sich und seine Neffen bzw. Nichte Alfred (* 1840), Egon (* 1847), Friedrich (* 1859) und Sophie-Elfriede (* 1861) die preußische Genehmigung zur Führung des Freiherrntitels gleichzeitig mit Ernst von Krane auf Matena, Erbsälzer zu Sassendorf. Sein Bruder bzw. Vater der drei genannten Neffen war Friedrich von Krane (1812–1874) war preußischer Oberst. Friedrich wurde preußischer Rittmeister, Alfred und Egon preußische Majoren. Alfred war zudem Autor des Wappen- und Handbuchs des landgesessenen Adels in Schlesien, und einiger weniger weiterer heraldischer bzw. genealogischer Schriften.

## Wappen
Das Stammwappen zeigt in Blau einen silbernen Kranich, der in der erhobenen rechten Kralle einen goldenen Stein hält. Auf dem Helm mit blau-silbernen Decken ein wachsender silberner Kranich.

## Bekannte Familienangehörige
- Anna von Krane (1853–1937), deutsche Dichterin, Zeichnerin und Künstlerin
- Egon von Krane (1847–1920), preußischer Offizier
- Johann Franz von Crone (1645–1718), preußischer Generalmajor
- Friedrich von Krane (1859–1929), preußischer Generalleutnant
- Franz von Krane-Matena (1810–1896), preußischer Generalmajor
- Friedrich von Krane (1812–1874), preußischer Oberst und hippologischer Schriftsteller
- Friedrich von Krane-Matena (1849–1919), preußischer Generalleutnant